# Liane Michaelis
Liane Michaelis (Schönebeck, 23 de abril de 1953) é uma ex-handebolista alemã, medalhista olímpica.

## Carreira
Liane Michaelis fez parte da equipe alemã oriental do handebol feminino, medalha de prata em Montreal 1976, com um total de 3 jogos.